# Stipa bigeniculata
Stipa bigeniculata är en gräsart som beskrevs av Dorothy Kate Hughes. Stipa bigeniculata ingår i släktet fjädergrässläktet, och familjen gräs. Inga underarter finns listade i Catalogue of Life.